# Rancieíta
La rancieíta es un mineral de composición (Ca,Mn2+)0.2(Mn4+,Mn3+)O2·0.6(H2O).
Fue descrito por vez primera por A. Leymérie en 1859
y debe su nombre al lugar de su descubrimiento, la mina Le Rancié (Midi-Pyrénées, Francia).

## Propiedades
La rancieíta es un mineral opaco —transparente en fragmentos finos—, de color pardo violeta, negro o gris plateado, y brillo metálico.
Con luz transmitida muestra coloración parda.
Tiene dureza entre 2,5 y 3 en la escala de Mohs y una densidad de 3,20 g/cm³.
Es soluble en ácido clorhídrico.
Cristaliza en el sistema trigonal, clase romboédrica.
La rancieíta de la localidad tipo contiene un 71% de MnO2 y un 2,3% de CaO; otros elementos importantes son hierro —un 9,2% como Fe2O3— y magnesio —un 1,4% como MgO.
Es miembro del grupo mineralógico de la birnessita, siendo isoestructural con este mineral y también con la takanelita; con esta última especie forma la serie rancieíta-takanelita. Por otra parte, la rancieíta puede ser confundida con la todorokita, si bien ambos minerales pueden distinguirse mediante difracción de rayos X.

## Morfología y formación
La rancieíta se presenta formando agregados de laminares a policristalinos; también puede aparecer en estalactitas e incrustaciones.
Es un producto de la meteorización o alteración de depósitos de manganeso que habitualmente se forma en piedra caliza o en cuevas en piedra caliza.
Suele encontrarse asociado a todorokita, calcita y limonita; es frecuente también su asociación con birnessita.

## Yacimientos
Francia alberga numerosos depósitos de rancieíta. Además de la localidad tipo, la mina La Rancié (Vicdessos, Ariège), este mineral está presente en Corneilla-de-Conflent, Corsavy y Prats-de-Mollo-la-Preste (Pirineos Orientales), Alban (Tarn), Cernay, Bitschwiller-lès-Thann y Urbès (Alto Rin), y Esmoulières (Alto Saona).
Italia cuenta con el depósito de manganeso de Monte Gelato (ciudad metropolitana de Roma Capital), donde la rancieíta podría haberse formado por la adsorción del manganeso transportado en solución acuosa sobre minerales alumínicos hidratados, principalmente haloisita.
En España se ha encontrado este mineral óxido en Ojos Negros (Teruel), Sierra de Arnero (Cantabria), Sierra minera de Cartagena-La Unión (Murcia) y Busquístar (Granada); también en Cuba, en la provincia de Oriente.